# Псорален
Псорале́н — природное соединение класса кумаринов, простейший представитель линейных фуранокумаринов.

## Свойства
Белый кристаллический порошок со слабым приятным запахом, малорастворим в воде, растворим в органических растворителях, в частности, в этаноле при нагревании (10 мг/мл) с образованием прозрачного бесцветного или бледно-желтоватого раствора.
Подобно другим кумаринам вступает в реакцию со щелочами с разрывом лактонного кольца, даёт флуоресценцию в УФ-свете.

## Распространение и получение
Впервые выделен в 1933 г. (Jois H. S. и др.) из семян псоралеи лещинолистной (Psoralea corylifolia L.), применяемой в аюрведической медицине при кожных болезнях. Выделен заведующим кафедрой фармакологии Ташкентского медицинского института Н. Н. Компанцевым и В. З. Мазгутовым. Содержится в ряде растений семейства бобовых (виды псоралеи, вязель), зонтичных (петрушка, любисток), тутовых (инжир), рутовых (цитрусовые).
Предшественником в биосинтезе псоралена является умбеллиферон. Он пренилируется в 6-положении при воздействии диметилаллилтрансферазы с образованием деметилсуберозина, который циклизуется в α-гидроксиизопропилдигидрофуранокумарин под названием (+)-(S)-мармезин, из которого в присутствии цитохрома P450 образуется псорален. Из него, в свою очередь, возможно образование кислородсодержащих производных.
Из растительного сырья может быть получен экстракцией органическими растворителями с последующим упариванием экстракта или водными растворами органических растворителей (метанол, этанол, ацетон) при нагревании с последующей отгонкой растворителя из экстракта, охлаждением, отделением полученного осадка центрифугированием, его сушкой и перекристаллизацией.
Синтез возможен путём гидрирования 6-оксибензофурана с образованием кумарана, который затем конденсируется с яблочной кислотой по методу Пехмана в присутствии серной кислоты с образованием 4',5'-дигидропсоралена, при дегидрировании дающего псорален. Ещё один путь синтеза — получение из 6-оксикумарана альдегида, который конденсацией с цианоуксусной кислотой с последующим гидролизом и декарбоксилированием превращается в дигидропсорален, также подвергаемый дегидрированию с образованием псоралена.

## Биологическое действие
Молекула псоралена за счёт своей плоской формы способна встраиваться внутрь двухцепочечной спирали ДНК и под воздействием света образует прочные связи с азотистыми основаниями нуклеотидов. Повреждая таким образом ДНК бактерий, вирусов, грибов и препятствуя их размножению, псорален и другие фуранокумарины выполняют в растениях функцию фитоалексинов — веществ, защищающих растение от патогенных организмов. Этот же механизм лежит в основе фотосенсибилизирующего действия псоралена и его производных.
В сочетании с другими фуранокумаринами входит в состав лекарственных препаратов фотосенсибилизирующего действия, применяемых как внутренне, так и наружно при витилиго и гнёздной алопеции, таких, как псорален (псорален и изопсорален из плодов псоралеи костянковой), псоберан (псорален и бергаптен из листьев инжира).
На явлении фотосенсибилизации основан метод ПУФА-терапии (от П — первой буквы слова «псорален» и УФ-А — ультрафиолетового излучения диапазона А) для лечения различных кожных заболеваний, который заключается в сочетанном воздействии псоралена или его производных с УФ-облучением.
Другой метод фотохимиотерапии с использованием данного соединения — фотофорез, основанный на введении биологически активных продуктов фотоокисления псоралена, обладающих иммуномодулирующим действием. Метод может применяться при широком спектре заболеваний, среди которых псориаз, ревматоидный артрит, опухолевые заболевания и даже СПИД. Основное препятствие к применению этого метода — высокая цена.
Фотосенсибилизация обусловливает и неблагоприятное действие, в частности, световые ожоги при контакте с растениями, содержащими данное вещество.